# Raga

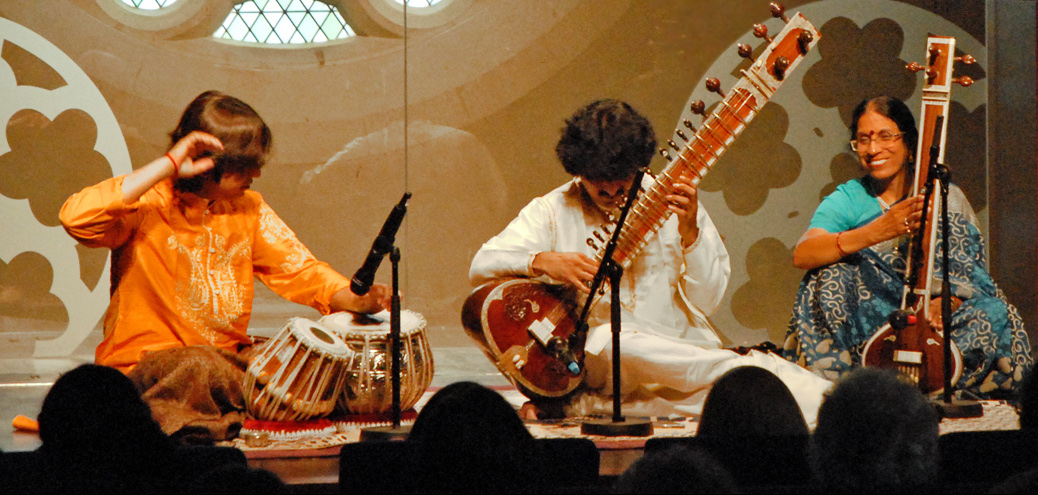
Una actuación raga

Rāga (en sánscrito राग "rāga" (masc.) significa literalmente "color" o "modo, estado de ánimo"), a veces también se escribe como raag y en tamil (por ejemplo) இராகம irākam en música carnática) se refieren a los modos melódicos empleados en la música clásica india.  
En la música clásica de la India, Pakistán y Bangladés, el raga es un esquema melódico en que se establece una composición y una improvisación, basado en una colección dada de notas (generalmente de cinco a siete) y patrones rítmicos característicos.
Aunque han existido cientos de ragas en la historia musical, en la música clásica indostaní se han establecido cerca de 100 ragas y en la música carnática, 72 ragas. 
Hay ragas comunes en ambos sistemas, con diferentes nombres.
En la música de la India, se basa en una serie de cinco notas musicales o más, sobre las cuales se fundamenta una melodía.  En la tradición musical india, los raga se interpretan según la hora del día y la estación del año. La música clásica india siempre se compone según un determinado raga.  La música india popular, como las canciones del cine de India utilizan a veces los raga en sus composiciones. 
Rāgini es un término arcaico que designa el equivalente femenino del raga.
Un raga puede ser considerado como un vocabulario de rasgos melódicos que tiende, como un grupo, a enfatizar ciertos tonos de una escala musical, dándole al raga un carácter específico emocional y denotando el tipo de música a ser improvisada. El hincapié hecho sobre ciertas inflexiones, efectivamente divide la escala en tonos primarios y secundarios; los secundarios sirven de ornamento a los tonos primarios, reforzándose de este modo el vigor.
Cada escala puede tener diferentes ragas variados, dependiendo de qué tonos de la escala se establecen como primarios. Dos factores adicionales contribuyen al potencial artístico del raga: la división de tonos entre primarios y secundarios no es siempre dura y rápida; aún más, un nivel terciario (realces de los ornamentos) es puesto muchas veces a disposición del intérprete.
El concepto de raga, introducido en algún momento antes del siglo IX, se adquirió gran importancia en todo el Sur y Este de Asia.